# Street Fighter
Street Fighter (ストリートファイター?, Sutorīto Faitā) è un videogioco arcade del 1987 pubblicato da Capcom, primo titolo della serie di picchiaduro a incontri Street Fighter. Il gioco è stato convertito per diversi home computer dell'epoca. La versione per PC Engine, prodotta da Hudson Soft e disponibile su CD-ROM, è stata commercializzata con il titolo Fighting Street (ファイティング・ストリート?, Faitingu Sutorīto) e successivamente distribuita nel 2009 tramite Virtual Console per Wii.
Ispirato al manga Karate baka ichidai, Street Fighter è considerato uno dei precursori del genere, sebbene non sia popolare quanto il suo sequel, Street Fighter II: The World Warrior.
Il protagonista del videogioco è Ryu che deve affrontare dieci lottatori controllati dalla CPU in cinque diversi paesi del mondo. Nonostante l'impossibilità di selezionare il personaggio giocante, il titolo riscosse molto successo anche al di fuori del Giappone, tanto da spingere Capcom a sviluppare Final Fight come possibile seguito del gioco.

## Trama
Nell'antefatto, il primo torneo di Street Fighter venne organizzato da Sagat, il più forte lottatore di Muay thai a livello mondiale, in cerca di nuovi avversari. Ryu e Ken Masters, allievi di Gouken, maestro dell'Ansatsuken, decisero di iscriversi al torneo per mettersi alla prova.
Ryu riuscì ad arrivare alla finale del torneo, dove incontrò Sagat. Dopo un incontro molto duro, apparentemente Sagat stava avendo la meglio sul giovane. Convinto di essere il vincitore, Sagat porse la mano a Ryu per aiutarlo a rialzarsi. Tuttavia il ragazzo si trasformò in un mostro oscuro e violento conosciuto come Evil Ryu e colpì il suo avversario al petto con uno Shoryuken, procurandogli una grossa cicatrice.
Dopo aver vinto il torneo, Ryu tornò dal maestro Gouken per chiedere spiegazioni su quello che gli era successo. Al suo ritorno, però, ritrovò solo il suo compagno di allenamenti Ken. Gouken infatti era stato affrontato e ucciso dal fratello Akuma. Dopo aver appreso il corso degli eventi da Ken, Ryu partì per scoprire cosa gli era successo durante il combattimento con Sagat e per vendicare la morte del suo maestro.

## Modalità di gioco
Il giocatore controlla Ryu e deve affrontare due lottatori per ognuna delle seguenti quattro nazioni: Stati Uniti, Giappone, Regno Unito e Cina. Per superare ogni stage, il giocatore deve vincere due round su tre. Una volta sconfitti i due lottatori avversari, il giocatore dovrà passare attraverso un bonus stage prima di procedere alla nazione successiva. Quando tutti e quattro i Paesi saranno completati, il giocatore si recherà in Thailandia per sconfiggere gli ultimi due combattenti del gioco. In alcune versioni arcade non è possibile riprendere la partita con un nuovo credito se si subisce il doppio ko dagli avversari thailandesi.
Nella modalità multigiocatore il secondo giocatore controlla Ken.
Ci sono quattro bonus stage nel gioco: due in cui il giocatore deve distruggere una pila di mattoni con un solo colpo, e due in cui bisogna rompere le tavolette di legno tenute in mano da alcuni uomini prima dello scadere del tempo.
Vennero prodotti due differenti tipi di cabinati arcade per Street Fighter, entrambi rivoluzionari per il tempo: uno presentava tre pulsanti per i differenti tipi di pugni e tre per i calci (standard poi utilizzato nei successivi videogiochi della serie), mentre la seconda tipologia prevedeva due pulsanti con tecnologia pneumatica, uno per i pugni e uno per i calci, che riconosceva il tipo di attacco da sferrare per velocità e potenza in base alla pressione esercitata dal giocatore sul tasto.

## Personaggi

### Giocabili
- Ryu (giocatore 1)
- Ken (giocatore 2)

### Avversari
- Joe; Mike
- Retsu; Geki
- Birdie; Eagle
- Lee; Gen
- Adon; Sagat

## Colonna sonora
Tutti i temi musicali si devono a Yoshihiro Sakaguchi.